# الاتحاد العربي للقضاة
الاتحاد العربي للقضاة هو منظمة عربية تُعنى بمنظومة القضاء في البلدان العربية، تأسس عام 2018، وكان القاضي الفلسطيني أحمد الأشقر أولُ رئيسٍ للاتحاد.

## التأسيس
تأسس الاتحاد العربي للقضاة بموجب انعقاد المؤتمر التأسيسي للاتحاد في تونس بتاريخ 22 سبتمبر 2018، وقد تضمن النظام التأسيسي للاتحاد على أن اختيار رئيس الاتحاد يتم بموجب انتخابات تشارك بها كافة الدول الأعضاء، وتمتد ولاية الرئيس المنتخب لثلاث سنوات.

## المقر
يقع المقر الرئيسي للاتحاد العربي للقضاة في العاصمة تونس.

## أهداف الاتحاد
من أبرز أهداف الاتحاد العربي للقضاة:
- دعم القضاء وتكريس استقلاله في كافة الدول العربية.[5]
- تعزيز هيبة القضاء واحترام أحكامه في كافة الدول العربية.[5]
- إقامة علاقات مع المنظمات الدولية والإقليمية والعربية بالشأن القضائي والحريات والحقوق.[5]

## رؤساء الاتحاد
- أحمد الأشقر (2018 – 2022)

يُعد القاضي الفلسطيني الدكتور أحمد الأشقر من مدينة طولكرم بالضفة الغربية أول رئيس للاتحاد العربي للقضاة، وقد جرى انتخابه من الدول العربية الأعضاء خلال انعقاد المؤتمر التأسيسي للاتحاد بتاريخ 22 سبتمبر 2018، في تونس.

## الدول الأعضاء
- فلسطين
- تونس
- الأردن
- الإمارات
- البحرين
- الجزائر
- السعودية
- السودان
- الصومال
- العراق
- الكويت
- المغرب
- اليمن
- جزر القمر
- جيبوتي
- سوريا
- عمان
- قطر
- لبنان
- ليبيا
- مصر
- موريتانيا

## وصلات خارجية
- الموقع الرسمي للاتحاد العربي للقضاة